# 앨릭스 실바
앨릭스 실바(Alex Silva, 1990년 1월 23일 ~ )는 캐나다의 프로레슬링선수다. 키는 182cm 몸무게는 91kg이다.